# Apród (tisztség)
Az apród eredetileg nemesi származású ifjú, akit lovaggá válása során valamely előkelő főúr vagy fejedelem udvaránál  neveltek. Később Magyarországon több céhnél a mesterséget tanuló fiatalokat is apródoknak hívták.
A nemes apródok tudományos képzéséről és a lovagi ügyességekre való oktatásáról az a főúr gondoskodott, aki őket házához vette. Az apród ugyan úrfi volt, de azért egyes, meg nem alázónak tekintett szolgálatokat is köteles volt végezni, például ebéd közben a kiszolgáló inasokra felügyelni, az előkelő személyeknek bort töltögetni, a fegyvertárt rendben tartani, a lóápolásra felügyelni. Háború esetén az idősebb apródok gazdájukkal a táborba mentek, oldalán harcoltak, fegyvereit hordozták és segítették, ha veszélyben forgott vagy baj érte. Magyarországon az apródi viszonynak egy fajtája a jurátusság intézményben 1848-ig maradt fenn. Németországban az apród-intézmény céhszerű módon a 16. századig állt fenn: 8 éves korában a nemes fiú apród (Handlanger) lett; 14 éves korában a templomban ünnepélyesen hadapróddá (Knappe) avatták fel és megszentelt kardot adtak át neki; 21 éves korában, ha érdemesnek bizonyult rá, lovaggá (Ritter) ütötték.

## Kapcsolódó szócikk
- Apród (heraldika) → címerhordozó apród, címerapród